# スターク・インダストリーズ
スターク・インダストリーズ（Stark Industries、NYSE: SIA、NASDAQ: STRK）は、後にスターク・インターナショナル、スターク・イノベーションズ、スターク・エンタープライズ、スターク・レジリエンスとも呼ばれる、マーベル・コミックが発行するアメリカン・コミックスに登場する架空の企業である。この会社は、アイアンマンとしても知られる実業家のトニー・スタークによって所有され、経営されている。テールズ・オブ・サスペンス第40号（1963年4月）に初登場し、トニーの父ハワード・スタークによって設立された。フォーブス25の「最大の架空企業」によると、推定売上高は203億ドルで、16位にランクインしている。

## 概要
スターク・インダストリーズは19世紀にアイザック・スターク・シニアによって設立され、後にハワード・スタークに引き継がれ、彼の死後は息子のトニーに引き継がれた。長年にわたり、倒産、トニーの「死」、トニーの復帰、敵対的買収を経て、スターク・インターナショナル（後のステイン・インターナショナル）、スターク・エンタープライズ、スターク/フジカワ、スターク・ソリューションズなど、多くの名称変更を経てきた。

### スターク・インダストリーズ
スターク・インダストリーズ（Stark Industries）は、高度な兵器や軍事技術を開発・製造する防衛関連企業が中心。同社は、アイアンマンやウォーマシンが着用する防具を製造している。�たまS.H.I.E.L.D.が使用するヘリコプターを製造し、アベンジャーズが使用するクインジェットを製造している。

### スターク・インターナショナル
元々はスターク・インダストリーズだったが、軍需品の製造を中止したのを機に社名をスターク・インターナショナル（Stark International）に変更し、トニーがCEOの座をペッパー・ポッツに譲った。最終的には、敵対的買収の末にオバディア・ステインに買収され、彼はステイン・インターナショナル（Stane International）と改名した。

### ステイン・インターナショナル
ステイン・インターナショナル（Stane International）は、トニー・スタークをアルコール依存症に追い込んだオバディア・ステインは、敵対的買収の末、ジェームズ・ローズからスターク・インターナショナルの経営権を奪い取り、会社名を自分の名前に変更した。ステインは軍需品製造を一新した。しかし、ステインが殺された後、会社は謎のカルテルによって運営されており、最終的にはスターク・エンタープライズに買収されて再吸収されることになった。

### スターク・エンタープライズ
オバディア・ステインの死後、個人的な財産を取り戻したトニーは、ロサンゼルスにスターク・エンタープライズ（Stark Enterprises）という新会社を設立した。

### スターク/フジカワ
スターク/フジカワ（Stark/Fujikawa）は、アイアンマン/アンソニー・スタークの死後、スターク・エンタープライズとフジカワ・インダストリーズ（Fujikawa Industries）が合併して誕生。

### スターク・ソリューションズ
スターク・ソリューションズ（Stark Solutions）は、トニー・スタークが経営/所有する5番目の会社で、異次元からの帰還後に設立された。トニーの影響下にあったティベリウス・ストーンに誹謗中傷された後、トニーによって閉鎖された。

### スターク・インダストリーズ/インターナショナル
スターク・インダストリーズ/インターナショナル（Stark Industries/International）は、トニー・スタークが所有/経営/設立した6番目の会社で、スターク・ソリューションズの閉鎖後に設立された。ファイブ・ナイトメア」と「ワールド・モスト・ウォンテッド」での出来事の後、スターク・インダストリーズは倒産し、最終的には閉鎖された。また、スタークインターナショナルとしても知られていたが、どちらの名前も以前の会社の化身で使用されていたものである。そのロゴは、映画『アイアンマン』シリーズのS.I.ロゴと同じである。

## その他のバージョン

### マーベル2099
Marvel 2099（2099年を舞台にした代替未来の現実）では、スターク/フジカワはロクソン・エナジー・コーポレーションと並ぶ大企業勢力である。スタッフとして知られているのは、ヒカル様とスドウだけである。

### アルティメット・マーベル
スターク・インダストリーズはまた、アルティメット・ユニバースにも登場する。同様に、アルティメイト・コミックのスターク・インターナショナルとしても。スターク・ソリューションズもまた、トニー・スタークの兄であるグレゴリー・スターク博士が所有する別会社として登場する。

### MC2
MC2の代替未来の現実では、会社はスターク・グローバル・インダストリーズとして知られており、トニー・スタークが所有・経営している。

### アース・ウルトラヴィジョン
What If...?の物語では、この会社はスターク・インタープラネタリーとして知られており、アイアンドロイドの生みの親である。

### アマルガム・コミックス
アマルガム・コミックスの世界では、スターク・エアクラフト（それ自体はスターク・インダストリーズとフェリス・エアクラフトの合併）として知られている。知られている従業員はジャニス・ドレマス、ペッパー・フェリス、ハッピー・カルマク、スチュワート・ローズ、ハル・スタークだけである。

## MCU版

### 概要

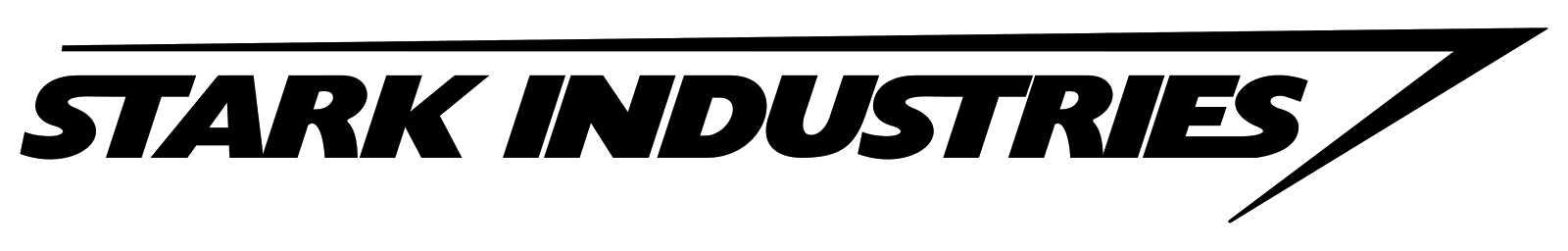
防衛請負会社ロッキード・マーティンのロゴに似ている企業ロゴ

MCUの多くの作品に登場する世界的な巨大複合企業。ハワード・スタークが創業し、オバディア・ステインと共に発展させた。ニューヨーク証券取引所にSIAとして上場している。トニー・スタークが20歳の頃にハワードが死去し、オバディアが暫定的にCEOを務めたあと、トニーが21歳でCEOに就任する。
かつては兵器開発を主産業としており、トニーが中心となって、数多くの高度な兵器やロボット、軍事衛星までさまざまな発明品を製造して、当社の正味資産が1200億ドルとなるほど莫大な利益を生み出し、会社の売り上げの一部を貧しい地域の人々への寄付や、医療技術の研究開発にもあて、世界中のレーサーへのスポンサー協力から、イベントも主催するなど社会貢献度が高く、アメリカ政府にとって必要不可欠な大会社としての地位を築き上げた。
2009年に軍需から撤退しているものの、大企業としての体裁は未だに保ち続けている。

### 関連施設
本社屋
ロサンゼルスに築かれたスターク社の本社屋。非常に広大な敷地内には社長室を有する本社ビルやロッキード・マーティンのスカンクワークスの入り口に似たホール、YF-22のオブジェ、“巨大アーク・リアクター”が置かれたラボ、その地下にはオバディアの秘密の研究室を有する“セクター16”などが構えられており、専用の空港とビジネスジェットも所有している。
トニーとオバディアの戦いは、本社ビルやその周辺で繰り広げられた。
2012年のクリスマスシーズンには、警備部長のハッピーに対する社員からの苦情が3倍に増えたと言及され、アルドリッチ・キリアンとエリック・サヴィンも来訪している。
人工衛星
地球の衛星軌道上に存在するスターク社の人工衛星。現在のところ、“ヴェロニカ”を格納したものと“コンバット・ドローン”を多数格納したものの2種類の衛星が登場している。
前者は、トニーからの指示を受けることで衛星本体の下部が分解し、露出したヴェロニカをトニーの下へ射出させる。
後者は、“E.D.I.T.H.”操作で先端のパネルが展開し、ドローンを内包したカプセルをE.D.I.T.H.使用者が指定した機体数分発射させ、目的地に送る。
このほかにも、マーベル・テレビジョン製作のドラマ『エージェント・カーター』にはニューヨークの研究所が登場している。

### 社員
ハワード・スターク
トニーの実父であり、スターク社の創始者にして、“S.H.I.E.L.D.”創設者兼幹部の一人でもあった天才発明家。半世紀近くに渡ってCEOの座に就いていたが、1991年12月16日の夜にヒドラに洗脳されたウィンター・ソルジャー（バッキー）に暗殺された。
オバディア・ステイン
スターク社の重鎮にしてNo.2。ハワードの盟友で、彼の死後はトニーのCEO後継まで暫定的にトップとしてスターク社を率いた。当社を完全掌握するためにトニーと激突するが、敗れて死亡した。
アントン・ヴァンコ
ソ連の物理学者で、イワン・ヴァンコの実父。ハワードと共にアーク・リアクターの研究開発に携わったが、スパイ容疑と見做され、後年ソ連へ強制送還された。そして貧困生活へ追いやられて衰弱状態となり、息をひきとる。
トニー・スターク
ハワードの実子であり、パワードスーツを身に纏う天才発明家ヒーロー“アイアンマン”である3代目CEO。父と同様に当社の繁栄をもたらしたが、2010年には会長に就任。2023年のサノスの群勢との最終決戦で命を落とした。
ペッパー・ポッツ
2010年時にまでスターク社CEO秘書を務め、以降はトニーから経営者の座を託された現CEO。トニーとは、公私ともにパートナー関係である。
ハッピー・ホーガン
スターク社CEOの運転手兼ボディガード。トニーやペッパーの親友でもあり、2012年と2024年時には当社の警備主任を務める。
ウィリアム・ギンター・リヴァ
エンジニア。2009年にオバディアの下で“アイアンモンガー”の製造にあたっていたが、その後当社をドロップアウトし、ベックの一味に加わる。
ナタリー・ラッシュマン
法務部の社員。2010年時にトニーやペッパーのアシスタントとして働くが、その正体はトニーの観察任務で当社に潜入したS.H.I.E.L.D.エージェントのナターシャ・ロマノフ/ブラック・ウィドウであった。
マリア・ヒル
2014年から2015年時のスターク社CEO秘書を務めたS.H.I.E.L.D.の元副長官。S.H.I.E.L.D.壊滅後に当社に入社し、ペッパーとアベンジャーズのサポートを兼務した。
クエンティン・ベック
ホログラム技術の専門家。自らが開発したホログラムシステムの利用法を巡ってトニーに抗議したことで当社を解雇されたが、その後トニーに反感を抱える者たちを集め、アイアンマンに代わるニューヒーローとして世界に君臨しようとした。しかし、ピーター・パーカー/スパイダーマンに敗れて死亡した。

### テクノロジー

#### 装置
アーク・リアクター
ハワードが発明した半永久発電機関。現代ではトニーが小型化に成功し、心臓保護に使用したり、“アイアンマン・アーマー”各種及び“ウォーマシン・アーマー”各種と“アイアン・レギオン”に動力炉として搭載される。
ガンマ・チェア（Gamma Chair）
登場作品：『インクレディブル・ハルク』
スターク社によって開発され、ブルース・バナーがガンマ線実験の際に使用した、ガンマ線照射機。横から見るとアルファベットの“G”や“C”に見える照射機本体と歯科用チェアユニットを組み合わせたような形状の大型装置で、実験のために“カルバー大学”の研究室に設置された。
実験の成功を確信したブルースは自ら被験者となってこの装置に着席し、超人血清を投与した後にガンマ線を照射して浴びたが、その結果ハルクと化して暴走。同時にこの装置も破壊される。
ファブリケーター（Fabricator）
登場作品：『スパイダーマン:ファー・フロム・ホーム』、『スパイダーマン:ノー・ウェイ・ホーム』
アーク・リアクターを動力源とする万能装置。強力な武器やスーツなどのアイテム全般から薬品、小型装置までの分析、設計、製造が可能で、“スパイダーマン・スーツ”の全データが入っているホログラフィック・ディスプレイや、タッチパネル、マニピュレーターなどが搭載されており、起動させると、全体が展開する。
1台は後述のビジネスジェットに搭載され、ピーターの“アップグレード・スーツ”製作に使われた。
もう1台は、ハッピーのコンドミニアムにシートを被せた状態で置かれ、ピーターとノーマン・オズボーンによるヴィラン一同の治療用の薬品やデバイスの開発に利用されたが、この装置の強力なエネルギーを感じ取ったマックス・ディロン/エレクトロに目を付けられ、ヴィラン一同がノーマンの肉体を乗っ取ったグリーン・ゴブリンに唆された際、マックスに動力源のアーク・リアクターを奪われてしまう。

#### 兵器
ジェリコ（Jericho）
登場作品：『アイアンマン』
スターク社がアメリカ空軍の依頼を受けて、世界初の“リパルサー・テクノロジー”を応用し、完成させた新型クラスターミサイル。発射台1台に重量240kgの大型弾頭が3基搭載されており、最高速度マッハ1.1+110kmで飛行する大型弾頭1基に内包される多数の小型弾頭が電波ホーミング誘導によって、一度の発射により広範囲を攻撃・破壊する。
トニーを拉致した“テン・リングス”は、彼に本兵器を開発するように迫るが、結果的に手に入れられなかった。だがオバディアからの横流しで入手に成功し、“グルミラ”攻撃に使用された。その直後に“アイアンマン・アーマー マーク3”を装着して現れたトニーに、テン・リングスが保有していた本兵器は爆破処分される。
ソニック・テイザー
スターク社が軍事用に試作した小型音速ショック装置。起動スイッチを押すことにより発する音波を耳で受けた者は、15分間だけ全身が神経麻痺してしまう。オバディアに持ち出され、悪用される。
アイアンモンガー
オバディアがウィリアムをはじめとするスターク社内のエンジニアを集めて作らせた自分専用のパワードスーツ。高性能の武器と標的設定センサーに重点が置かれた大型アーマーで、完成直後にオバディアが運用する。
超音波砲（Sonic Cannon）
登場作品：『インクレディブル・ハルク』、『ミズ・マーベル』
ハンヴィーの荷台に搭載して運用する大型スピーカータイプの音響兵器。スターク社から本兵器の兵器開発承認が下りたため、サディアス・ロス率いる特殊部隊により、カルバー大学のキャンパスでの戦闘で2基分投入され、ハルクに対して超音波を照射。相手の動きを数十秒間止める程の効果を披露したが、ハルクが装備した鉄板攻撃で2基とも破壊される。
また、後に小型化されたものが“ウォーマシン・アーマー マーク3”やコンバット・ドローンにも搭載され、“ダメージ・コントロール局”の特殊部隊も運用する。
ロケットランチャー
登場作品：『インクレディブル・ハルク』
スターク社特製の肩撃ち式ロケット弾発射機で、砲身とグリップが玩具のナーフ・タイタン AS-V.1に似たデザインである。ニューヨークのハーレムで暴れ出したアボミネーションに対してアメリカ陸軍兵が発砲したが、ロケット弾は受け止められ、爆風も通用せずに終わる。

#### 薬品
超人血清（Super Soldier Serum）
登場作品：『インクレディブル・ハルク』
第二次世界大戦中にエイブラハム・アースキン博士が発明したオリジナルのデータを元に再現した人体強化用の青い薬品。ブルースはガンマ線実験の際に、これを自身に投与した上で実験に臨んだが、失敗して事故を起こしてしまう。それにもかかわらず、現在でも軍にバイアル1本分の血清が冷凍保存されており、ロスはハルクと渡り合う力を欲するエミル・ブロンスキーにこれを勧奨して密かに用意し、彼に微量の血清を2度投与した。その結果ブロンスキーは、1度目の投与で前方を走っていた他の兵士たちを息一つ切らさずに軽く追い抜く走力と、高い跳躍力を披露し、通常では再起不能となる瀕死の重傷も僅か数日で全快したが、2度目の投与では自身の脊髄が肥大化し、より強大な力を求めてしまうなど副作用が見られた。

#### ドローン
レッドウィング
サム・ウィルソン/ファルコンが運用する戦闘支援用高性能ドローン。公式名は“スターク・ドローン MK82 922 V 80Z V2 プロトタイプ・ユニットV6”である。
イメージング・ドローン
80年代の技術で作られた、無人偵察機のような形状のドローン。“S.W.O.R.D.”が“マキシモフ事変”の際に、“ヘックス”が展開された“ウエストビュー”内部へ飛ばされ、ワンダ・マキシモフ/スカーレット・ウィッチとの接触・対話を試みた。

#### 航空機
ステルス輸送機（Stark Cargo Plane）
登場作品：『スパイダーマン:ホームカミング』
スターク社が保有する輸送機。外装は再帰性反射パネルに覆われ、これによりクローキングや自動操縦が可能。
“アベンジャーズ・タワー”からアベンジャーズ・コンパウンド”への引っ越しの一環として、“ハルクバスター”、“キャプテン・アメリカの新型盾の試作品”、“ソーの魔法のベルト”といったトニーによって新開発されたアベンジャーズの新武装と、 チタウリのキャノン砲や多数のアーク・リアクターまでさまざまな物資を乗せて、自動操縦でタワーから出発し、アベンジャーズ・コンパウンドへと飛ぶが、その最中に物資を狙ったエイドリアン・トゥームス/バルチャーと、彼を止めに来たピーターの激闘により、エンジンが破壊され、コニーアイランドへ墜落仕掛けるものの、ピーターの奮闘により、人口密集地を避けて砂浜に不時着し大破する。
ベル 429
トニーが“アベンジャーズの内乱”時に、“ラフト刑務所”への移動手段として運用したヘリコプター。
スターク・ジェット（Stark Jet）
登場作品：『スパイダーマン:ファー・フロム・ホーム』
スターク社が保有するビジネスジェットの一機。白い機体にウィングレットを備えた主翼と、2枚の垂直尾翼が特徴で、尾部には下方へ90度駆動するメインエンジンが、底部には3基のランディングギアと2基の離着陸用エンジンがそれぞれ設置されており、VTOL機能や自動操縦・ホバリングが可能。更に円形シャッターで区切られた機内後部には小規模のラボも構えられ、そこにはファブリケーターと連結した酸素カプセル型のスーツ製造機が置かれている。
ベックに敗れてオランダに行き着いてしまったピーターの連絡を受けたハッピーが単身で本機を操縦して助けに向かい、ブルク・オプ・ランゲディクで彼を乗せると、ピーターの意向でベックとの決着のためにロンドンへと飛んだ。向かう途中でピーターは、機内のラボで“アップグレード・スーツ”を完成させて着用し、現地に到着すると、ハッピーはピーターを降下させるために本機を垂直上昇させ、その後ベックが操るコンバット・ドローンに追われるMJたちを救うために着陸させるが、ハッピーがMJたちを乗せようとする直前にドローンの攻撃で大破してしまう。
このほかにもスターク社は、ビジネスジェットとしてボーイング737-4B7や、ピアッジョ P.180 アヴァンティに酷似した民間航空機を保有しており、戦時中にはビーチクラフト モデル 18をハワード自らが操縦している。

### 各作品での描写
『アイアンマン』
本作では、物語開始時点で大きく繁栄したコングロマリットとして描写されるが、トニーがアフガンでテン・リングスの悪行を目の当たりにしたことから軍需産業撤退を発表したため、世間からの支持率と株価が大幅に下落。トニーの決定に納得がいかずに会社の利益の維持を企むオバディアによって兵器の不正取引と、アイアンモンガーの開発を行ってしまう。
『アイアンマン2』
本作では、物語前半からトニーからペッパーにCEOが交代し、風力発電基地との契約や、二酸化炭素浄化計画などエコ事業に注力しはじめ、モナコグランプリにもスポンサー協力していたが、経営の方は落ち着いているとは言い難いようで、ペッパーも業務対応に四苦八苦する様子を見せた。
『アイアンマン3』
2012年のクリスマスシーズンである本作では、安定した経営状況が描写され、ペッパーもCEOとしての役職が完全に馴染んでいる。
『キャプテン・アメリカ/ウィンター・ソルジャー』
本作では、物語終盤の1シーンにのみ登場し、マリア・ヒルが入社面接を受ける。
『スパイダーマン:ノー・ウェイ・ホーム』
本作では、物語冒頭でミステリオとピーター/スパイダーマンが関与した騒動にスターク社の技術で作られた“コンバット・ドローン”が使用されていたことが明らかになり、“ダメージ・コントロール局”による捜査が行われた。この件に関してハッピーはノーコメントを貫き、マット・マードックによってミステリオ殺害容疑をかけられていたピーターは不起訴となったが、当社への捜査が続くと伝えられる。
そのほかのMCU各作品には、会社として直接の描写はないものの、当社のロゴは複数のアイテムや兵器・設備などにプリントされて登場している。